# ギサク
『ギサク』（Gisaku）は、2005年のスペインのアニメーション映画。17世紀の慶長遣欧使節団の武士とさまざまな仲間達が、21世紀のスペインの各地で闇の勢力と戦うという内容。映画会社Filmax社とSEEI（愛・地球博スペイン館の運営団体）が共同制作した。

## 概要
17世紀にスペインを訪問した遣欧使節団をモデルとした武士ヨヘイが時を超え、現在のスペイン各地で闇の勢力と戦うという内容になっている。
タイトルの『ギサク』とは、ヨヘイが持っていた「いざなぎの鍵」によってライオンの子供になった闇の大王ゴルカンの手下の名前である。

## ストーリー
西暦1620年の日本。世界の果てを解き放つ扉を封印する「いざなぎの鍵」を手に入れ悪の力から「いざなぎの鍵」を守る使命を負うこととなった武士・ヨヘイ。
後に彼は藩主・伊達政宗の命を受け、支倉常長率いる慶長遣欧使節団の一員として海を渡った。常長らは仙台へ引き返すが、扉が再び開くまでヨヘイはスペインで「いざなぎの鍵」の力により再び目覚めるまでの間永き時を待つことになる。
それから385年が経過した2005年、ヨヘイは「いざなぎの鍵」の魔力により21世紀のセビリアで目覚める。さまざまな仲間たちとの出会いにより共に困難を乗り越え、闇の大王から「いざなぎの鍵」を守れるだろうか……

## 登場人物
- ヨヘイ
- リキ
- リンセト
- モイラ
- ギサク
- ゴルカン